# Helissont
Helissont (en grec antic Ἑλισσών) era una ciutat d'Arcàdia del districte de Menàlia, vora la serra de Mènal, situada al districte de Mantinea. El riu Helissont naixia prop de la ciutat i hi discorria per anar a desaiguar després al riu Alfeu.
La ciutat va ser ocupada pels lacedemonis l'any 352 aC, però la major part dels seus habitants ja s'havien traslladat a la nova ciutat de Megalòpolis, fundada el 371 aC. Pausànies diu que vora la ciutat hi havia un temple dedicat a Posidó que portava el sobrenom d'Epoptes, amb una estàtua a la qual només li quedava el cap.
Leake situa Helissont a la moderna Alonístena, nom que avui també porta l'antic riu Helissont, però no es conserven restes antigues a la ciutat; unes restes es troben al Paleokastron prop de Piana, més avall de la muntanya.